# Metropolitana di Washington
La metropolitana di Washington (in inglese Washington Metrorail, ma più comunemente chiamata Metro) è il sistema di trasporto pubblico principale del territorio di Washington e delle aree suburbane; si estende, oltre che nel distretto di Columbia, anche in Maryland (contee di Montgomery e Prince George) e in Virginia (contee di Arlington e di Fairfax, arrivando nella città indipendente di Alexandria). Aperta nel 1976, la rete Metrorail comprende sei linee (l'ultima delle quali inaugurata nel 2014), per un totale di 91 stazioni e una lunghezza complessiva di 188 km.
La metropolitana di Washington è la seconda metropolitana degli Stati Uniti per numero di passeggeri trasportati, superata solo dalla metropolitana di New York.
La rete è gestita dalla Washington Metropolitan Area Transit Authority (WMATA), che gestisce anche un servizio di autobus denominato Metrobus. Le tariffe dei biglietti variano a seconda della distanza coperta e dell'orario della corsa, con prezzi maggiori nelle ore di punta (mattina e pomeriggio dei giorni lavorativi).
La metropolitana fu progettata dall'architetto Harry Weese di Chicago con l'uso di cemento a vista che forma motivi decorativi geometrici. La metro è considerata un esempio di design brutalista, tipico del tardo XX secolo. Il design delle volte delle stazioni è stato classificato al 106º posto della lista America's Favorite Architecture, compilata dall'American Institute of Architects. Il sistema segnaletico venne progettato da Massimo Vignelli e Peter Van Delft dello studio Unimark International.

## Rete
La metropolitana di Washington è composta da sei linee, 91 stazioni e ha una lunghezza totale di 188 km (117 miglia). La rete è progettata secondo un modello hub and spoke, con linee che connettono il centro di Washington con i sobborghi periferici, e in alcuni tratti diverse linee usano gli stessi binari.
Come distribuzione geografica, il distretto di Columbia contiene 40 stazioni, il Maryland 26 (di cui 15 situate nella contea di Prince George e 11 nella contea di Montgomey) e la Virginia 25 (11 nella contea di Arlington, 11 nella contea di Fairfax e 3 nella città indipendente di Alexandria). Il distretto di Columbia e il Maryland contengono circa 61,6 km della rete, mentre la Virginia ne contiene circa 66,3 km.
Circa 80 km del tracciato della metropolitana sono sotterranei, così come 47 stazioni; la maggior parte del tracciato sotterraneo si trova all'interno del distretto di Columbia, che è la parte più densamente popolata. I binari corrono in superficie per circa 93 km e sono sopraelevati per altri 14 km. La stazione più profonda della rete è Forest Glen, sulla linea rossa, situata 60 metri (196 piedi) sotto il piano stradale, che è servita da ascensori ad alta velocità; la stazione di Wheaton, successiva a quella di Forest Glen, ha la seconda più lunga scala mobile del mondo, la cui rampa misura 70 metri (230 piedi).
Il sistema Metrorail non fa perno su una stazione in particolare, ma la stazione Metro Center, situata all'intersezione di quattro linee (rossa, arancione, blu e argento) è la più affollata dell'intera rete, e contiene anche il principale ufficio vendite della WMATA. La WMATA, oltre a Metro Center, ha identificato altre cinque stazioni con alto traffico: Gallery Place-Chinatown (che connette le linee rossa, verde e gialla), L'Enfant Plaza (intersezione delle linee arancione, blu, argento, verde e gialla), Union Station e Farragut North (sulla linea rossa) e Farragut West (sul tracciato comune delle linee arancione, blu e argento). Per diminuire la congestione, la WMATA sta studiando la possibilità di costruire connessioni pedonali fra le stazioni, in particolar modo tra Metro Center e Gallery Place-Chinatown e tra Farragut North e Farragut West.
| Linea                         | Percorso                                       | Inaugurazione | Ultima estensione | Lunghezza (km) | Stazioni |
| ----------------------------- | ---------------------------------------------- | ------------- | ----------------- | -------------- | -------- |
| Linea rossa (Red Line)        | Shady Grove ↔ Glenmont                         | 1976          | 1998              | 51,3           | 27       |
| Linea blu (Blue Line)         | Franconia-Springfield ↔ Largo Town Center      | 1977          | 2004              | 48,8           | 27       |
| Linea arancione (Orange Line) | Vienna ↔ New Carrollton                        | 1978          | 1986              | 42,5           | 26       |
| Linea gialla (Yellow Line)    | Huntington / Franconia-Springfield ↔ Greenbelt | 1983          | 1993              | 24,3           | 17       |
| Linea verde (Green Line)      | Branch Avenue ↔ Greenbelt                      | 1991          | 2001              | 37,1           | 21       |
| Linea argento (Silver Line)   | Wiehle-Reston East ↔ Largo Town Center         | 2014          | 2014              | 47,6           | 28       |
| Totale                        | Totale                                         | Totale        | Totale            | 188            | 91       |

## Storia

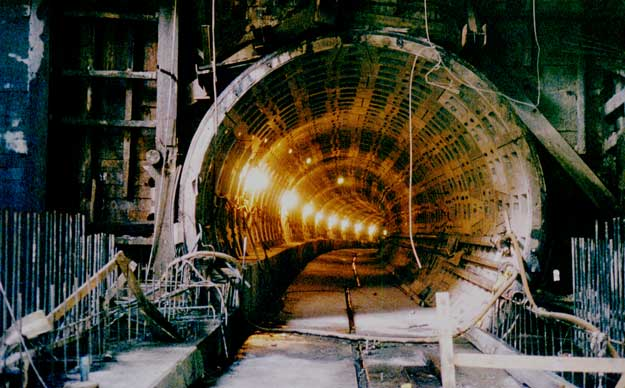
La metropolitana in costruzione presso il Washington Navy Yard nel 1989.

Negli anni sessanta, era stato progettato un articolato sistema di autostrade urbane a Washington; un sistema di metropolitane non era giudicato autosufficiente a causa della bassa densità abitativa di Washington. A causa dell'opposizione di parte dell'opinione pubblica, il piano fu modificato: oltre alla costruzione della Capital Beltway, un anello autostradale attorno alla città, sarebbe stata costruita una serie di linee di trasporto su ferro radiali, il cui finanziamento proveniva dalla soppressione del progetto di un anello più interno.
Una prima agenzia, la National Capital Transportation Agency (NCTA) fu creata nel 1960; nel 1966 fu invece creata la WMATA, alla quale partecipavano rappresentanti del distretto di Columbia, del Maryland e della Virginia, e alla quale fu dato il compito di redigere il piano della metropolitana, che fu varato nel 1968 e approvato nel 1969 con alcune modifiche. Il progetto prevedeva linee per 158 km (98 miglia).
La costruzione della metropolitana cominciò il 9 dicembre 1969, con fondi originariamente stanziati dal Congresso tramite il National Capital Transportation Act. Il 27 marzo 1976 fu inaugurata la prima tratta, composta da 7,4 km della linea rossa, con cinque stazioni (tutte all'interno del distretto di Columbia); il 1º luglio 1977 fu inaugurata la linea blu, raggiungendo la contea di Arlington, in Virginia; la contea di Montgomery, in Maryland, fu raggiunta il 6 febbraio 1978 dalla linea rossa. Il 20 novembre 1978 fu aperta la linea arancione, portando il servizio nella contea di Prince George, in Maryland; la linea gialla, aperta il 30 aprile 1983, arrivò a toccare la contea di Fairfax e la città di Alexandria, in Virginia, il 17 dicembre 1983. Nel 2001, con l'apertura della linea verde, fu completato il progetto originario; a quella data, la metropolitana contava 83 stazioni e aveva una lunghezza di 166 km.
Anche in seguito, la metropolitana ha continuato a crescere: la linea blu è stata estesa di 5,2 km, con apertura il 18 dicembre 2004, mentre una sesta linea, la linea argento, è stata inaugurata il 26 luglio 2014. Un'ulteriore estensione (di 18,5 km) di quest'ultima linea, che raggiungerà l'aeroporto Dulles, è in costruzione, con completamento previsto nel 2019 o 2020.

## Le linee

Mappa del sistema.

### Linea rossa
La linea rossa (Red Line, indicata sulle mappe come RD) conta 27 stazioni ed è lunga 51,3 km; è l'unica linea che non condivide tratte di binari con le altre. Situata, oltre che nel distretto di Columbia, nella contea di Montgomery, in Maryland, serve la parte settentrionale dell'area metropolitana di Washington: dal capolinea di Shady Grove (a Derwood) si dirige verso sud-est; dentro Washington, piega ad est servendo, tra le altre, le stazioni di Farragut North, Metro Center, Gallery Place-Chinatown e Union Station. Si dirige poi a nord servendo i quartieri di Brentwood e Takoma, per poi rientrare in Maryland e terminare a Glenmont.
È stata la prima linea di cui è iniziata la costruzione (il 9 dicembre 1969) e la prima ad essere inaugurata, il 27 marzo 1976, sul tracciato Farragut North-Rhode Island Avenue-Brentwood. Tra il 1977 e il 1984 è stata espansa ripetutamente, portando la lunghezza complessiva da 7,4 km a 43,9 km, e le stazioni da 6 a 23; ulteriori estensioni sono state inaugurate nel 1990 e nel 1998. NoMa-Gallaudet U, situata tra Union Station e Rhode Island Avenue-Brentwood, è stata l'ultima stazione ad essere inaugurata, nel 2004.

### Linea blu
La linea blu (Blue Line, indicata sulle mappe come BL) conta 27 stazioni ed è lunga 48,8 km. Si snoda dal sudovest all'est dell'area metropolitana di Washington, attraversando la città in direzione est-ovest; ha stazioni in Virginia (contee di Arlington e di Fairfax, city di Alexandria), nel distretto di Columbia e in Maryland (conte di Prince George). Il suo capolinea occidentale è Franconia-Springfield, a Springfield, stazione da cui partono alcune corse della linea gialla; procedendo verso nord-est, si unisce al ramo principale della linea gialla a King Street-Old Town, ad Alexandria. Le due linee rimangono unite fino alla stazione Pentagon, che serve il Pentagono; dopo la stazione di Arlington Cemetery (presso il Cimitero di Arlington), si unisce a Rosslyn alle linee arancione e argento, con cui condivide il percorso (in direzione est) per la maggior parte del distretto di Columbia, incrociando la linea rossa a Metro Center e le linee gialla e verde a L'Enfant Plaza. Alla stazione di Stadium-Armory la linea arancione si separa dalla blu e dalla argento; queste ultime due procedono quindi verso est, nella contea di Prince George, fino al capolinea di Largo Town Center, a Lake Arbor.
La linea blu è stata inaugurata il 1º luglio 1977, con servizio tra National Airport (presso l'Aeroporto Nazionale di Washington-Ronald Reagan) e Stadium-Armory, diventando la prima linea ad arrivare in Virginia. La linea ha raggiunto gli attuali capolinea nel 1997 (Franconia-Springfield) e nel 2004 (Largo Town Center).

### Linea arancione
La linea arancione (Orange Line, indicata sulle mappe come OR) conta 26 stazione ed è lunga 42,5 km. Si snoda in direzione est-ovest, con stazioni in Virginia (contee di Fairfax e di Arlington), nel distretto di Columbia e in Maryland (contea di Prince George). Il suo capolinea occidentale è la stazione di Vienna, a Oakton, presso la città di Fairfax; serve poi Merrifield, Falls Church, Idlywood e Arlington, unendosi con la linea argento alla stazione di East Falls Church. Alla stazione di Rosslyn si unisce con la linea blu; le tre linee seguono lo stesso percorso per gran parte del distretto di Columbia, intersecando la linea rossa a Metro Center e le linee gialla e verde a L'Enfant Plaza. Dopo Stadium-Armory, la linea piega verso nord, separandosi dalle altre due, servendo Landover e New Carrollton (dove è situato l'omonimo capolinea).
La linea arancione è stata inaugurata il 20 novembre 1978, con servizio tra National Airport (presso l'Aeroporto Nazionale di Washington-Ronald Reagan, attualmente fuori dal percorso della linea) e New Carrollton. Con il completamento del tratto Rosslyn-Ballston-MU, nel dicembre 1979, la linea abbandonò il tracciato Rosslyn-National Airport (servito dalla linea blu); infine, l'estensione della linea fino a Vienna fu inaugurata il 7 giugno 1986.

### Linea gialla
La linea gialla (Yellow Line, indicata sulle mappe come YL) conta 17 stazioni ed è lunga 24,3 km. Si snoda in direzione nord-sud, con stazioni in Virginia (contee di Fairfax e di Arlington, city di Alexandria), nel distretto di Columbia e in Maryland (contea di Prince George). Il capolinea meridionale è la stazione di Huntigton, situata nell'omonima città; la linea viaggia verso nord, unendosi alla linea blu a King Street-Old Town, ad Alexandria, e serve l'Aeroporto Nazionale di Washington-Ronald Reagan alla stazione omonima. Alla stazione Pentagon (che serve il Pentagono) le due linee si dividono; la linea gialla passa quindi il Potomac, unendosi a L'Enfant Plaza alla linea verde (dove interseca anche le linee arancione, blu e argento). La linea gialla e la linea verde poi viaggiano unite fino al capolinea di Fort Totten, incrociando la linea rossa in quest'ultima stazione e, precedentemente, a Gallery Place-Chinatown. In orario di punta, i treni proseguono fino a Greenbelt (capolinea della linea verde), mentre a sud alcuni treni sono deviati lungo il percorso della linea blu fino alla stazione Franconia-Springfield.
La linea gialla è stata inaugurata il 30 aprile 1983, con servizio tra National Airport e Gallery Place-Chinatown, e fu estesa fino ad Huntington (prima stazione oltre la Capital Beltway) il 17 dicembre 1983. Nel 1993 aprì la stazione di Fort Totten, mentre le ultime stazioni della linea ad essere inaugurate sono state Columbia Heights e Georgia Avenue-Petworth, nel 1999.

### Linea verde
La linea verde (Green Line, indicata sulla mappe come GR) conta 21 stazioni ed è lunga 37,1 km. Si snoda in direzione nord-sud, servendo la parte orientale dell'area urbana di Washington, con stazioni nel distretto di Columbia e nella contea di Prince George, in Maryland. Il capolinea meridionale della linea è Branch Avenue, a Suitland; la linea procede verso nord-ovest, servendo Hillcrest Heights e poi, nel distretto di Columbia, il quartiere di Anacostia, prima di passare il fiume Anacostia e unirsi alla linea gialla alla stazione di L'Enfant Plaza (dove interseca le linee arancione, blu e argento). Proseguendo verso nord, la linea verde interseca la rossa alle stazioni di Gallery Place-Chinatown e di Fort Totten; piega poi verso nord-est, rientrando in Maryland e servendo Hyattsville prima del capolinea di Greenbelt, nell'omonima città.
La linea verde è stata inaugurata nel 1991, ultima delle cinque linee previste dal piano originario del 1968. Tre stazioni (tra U Street e L'Enfant Plaza) furono inaugurate l'11 maggio, ma inizialmente vennero servite da treni della linea gialla; solo in dicembre, con l'apertura del tratto fino ad Anacostia, iniziarono a circolare treni formalmente appartenenti alla linea verde. La linea fu poi ulteriormente estesa nel 1993 e nel 1999, finché nel 2001, con l'apertura di Branch Avenue, non fu completata la linea, e con essa il piano originario.

### Linea argento
La linea argento (Silver Line, indicata sulle mappe come SV) conta 28 stazioni ed è lunga 47,6 km. Attraversa la città in direzione est-ovest, con stazioni in Virginia (contee di Fairfax e di Arlington), nel distretto di Columbia e in Maryland (contea di Prince George). Dal capolinea occidentale di Wiehle-Reston East (a Reston), procede verso sud-est, servendo la città di Tysons Corner, prima di congiungersi con la linea arancione alla stazione di East Falls Church, a Falls Church. Serve quindi la città di Arlington, unendosi con la linea blu alla stazione di Rosslyn. Procede quindi verso est, intersecando la linea rossa a Metro Center e le linee gialla e verde a L'Enfant Plaza. Alla stazione di Stadium-Armory si separa dalla linea arancione, seguendo la linea blu fino al capolinea di Largo Town Center.
La linea argento è stata inaugurata il 26 luglio 2014, dopo sei anni di lavori. È attualmente in costruzione un'estensione della linea in direzione nord-ovest, con 6 nuove stazioni e 18,5 km di nuovo tracciato, che permetterebbe il collegamento della rete all'Aeroporto Dulles, con capolinea ad Ashburn, nella contea di Loudon. L'inaugurazione di questa nuova tratta, inizialmente prevista nel 2018, è slittata al 2019 o 2020.

## Materiale rotabile
La flotta Metrorail consiste di 1147 carrozze da 23 metri (75 piedi). Le carrozze dei treni sono accoppiate con numeri consecutivi pari-dispari, e ogni coppia di vagoni condivide gli impianti.
Le carrozze in uso sono state ordinate in sei fasi. Le prime 300 (278 ancora in servizio nel giugno 2014) furono ordinate al momento della costruzione alla Rohr Industries, che terminò la fornitura nel 1978: queste carrozze recano i numeri da 1000 a 1299 e sono state revisionate completamente a metà degli anni novanta. Le successive tre forniture furono effettuate tra il 1983 e il 1994 dalla Breda Costruzioni Ferroviarie, per un totale di 464 carrozze (numerate 2000-2075, 3000-3291 e 4000-4099); la quinta fu effettuata dalla Construcciones y Auxiliar de Ferrocarriles tra il 2001 e il 2004, e consta di 192 carrozze (numerate 5000-5191), mentre la sesta dalla Alstom Transportation tra il 2005 e il 2007, per ulteriori 184 carrozze (numerazione 6000-6183).
Una settima fornitura di carrozze è stata commissionata alla Kawasaki Heavy Industries, e consta di 528 carrozze (con una possibile estensione a 748); le prime sono iniziare a circolare nell'aprile 2015.

## Futura espansione della rete
A marzo 2016, l'unica nuova tratta in costruzione è il prolungamento della linea argento fino all'Aeroporto Dulles, il cui completamento è previsto per il 2019 o 2020.